# Wed (Utrechtse straat)
Het Wed is een straatje in het centrum van de Nederlandse stad Utrecht. De ongeveer 50 meter lange straat loopt vanaf de Oudegracht/ Donkere Gaard naar het Domplein/ de Korte Nieuwstraat.

## Geschiedenis
De straat bestond reeds omstreeks 1300. De straatnaam houdt verband met bepaalde taluds, zogenoemde wedden, die rond 1400 ter hoogte van de gracht lagen. Over de wedden konden goederen in en uit schepen worden getransporteerd. Een deel van de oostelijke bebouwing is kort na 1960 gesloopt bij de verbreding van de Korte Nieuwstraat. Nummer 9 is daarin verdwenen. De huisnummers 3(a) tot en met 9 stonden oorspronkelijk vanuit de middeleeuwen tot omstreeks 1580 in de immuniteit van Oudmunster. Kanunniken van de Sint-Salvatorkerk bewoonden in die periode deze huizen. Het huis op nummer 1 behoorde ook tot het kapittel van Oudmunster. De wedden bij de gracht bestaan vandaag de dag niet meer, wel staan nog een drietal monumentale panden in het Wed met middeleeuwse delen.

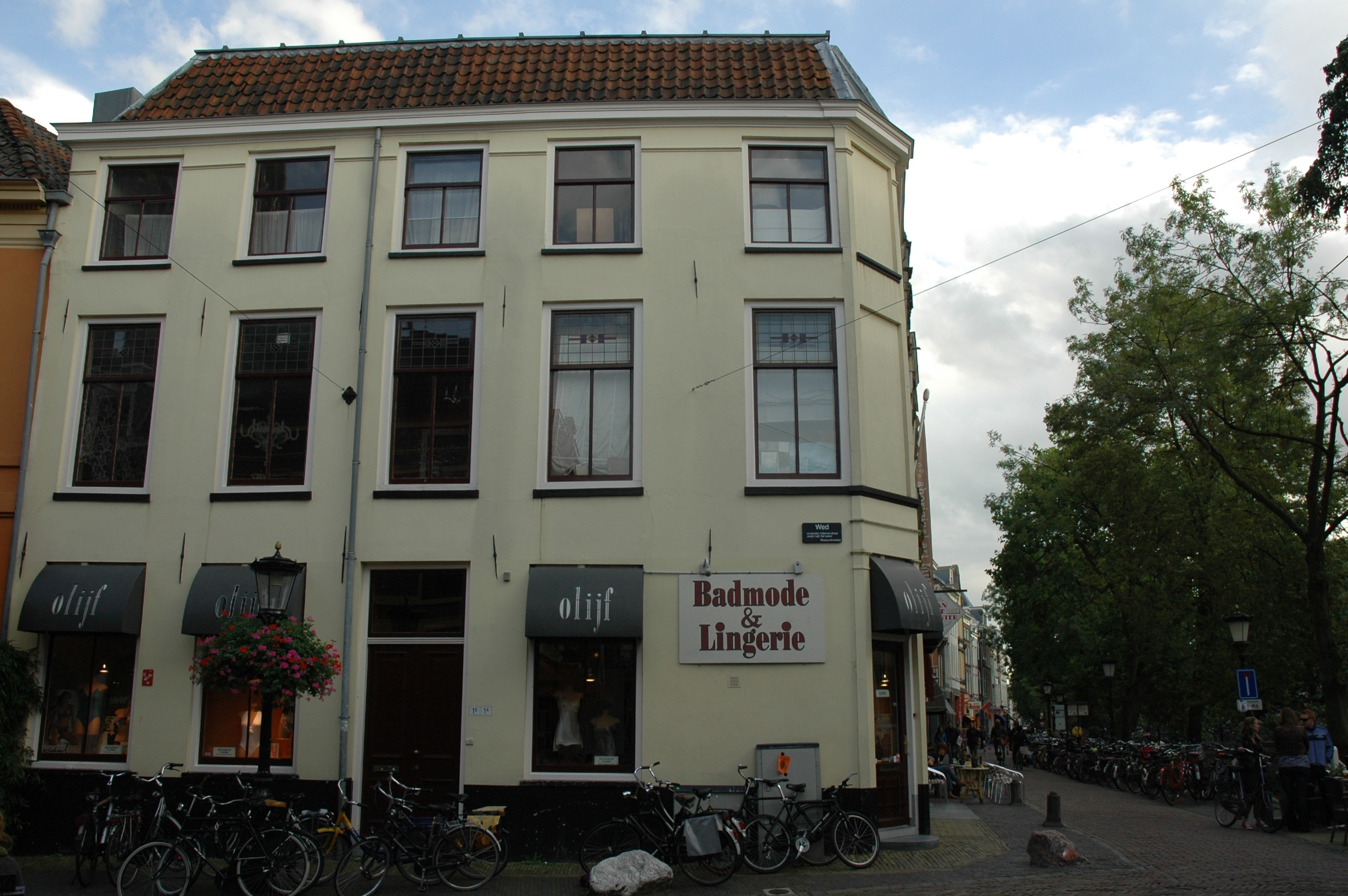
Monumentaal hoekpand Wed 1 aan de Oudegracht.

3e Buurkerksteeg ·
A.B.C.-straat ·
Abraham Dolesteeg ·
Achter de Dom ·
Achter St.-Pieter ·
Agnietenstraat ·
Ambachtstraat ·
Annastraat ·
Bakkerstraat ·
Breedstraat ·
Boothstraat ·
Boterstraat ·
Brigittenstraat ·
Bijlhouwerstraat ·
Catharijnekade ·
Catharijnesingel ·
Choorstraat ·
Croeselaan ·
Domplein ·
Domstraat ·
Donkere Gaard ·
Donkerstraat ·
Dorstige Hartsteeg ·
Drakenburgstraat ·
Drieharingstraat ·
Drift ·
Eligenstraat ·
Ganzenmarkt ·
Geertekerkhof ·
Hamburgerstraat ·
Hamsteeg ·
Hanengeschrei ·
Hardebollenstraat ·
Haverstraat ·
Hekelsteeg ·
Herenstraat ·
Hoogt ·
Jaarbeursplein ·
Jacobsgasthuissteeg ·
Jacobijnenstraat ·
Jansdam ·
Janskerkhof ·
Jansveld ·
Jodenrijtje ·
Keistraat ·
Keizerstraat ·
Kintgenshaven ·
Kleine Slachtstraat ·
Korte Jansstraat ·
Korte Lauwerstraat ·
Korte Minrebroederstraat ·
Korte Nieuwstraat ·
Korte Smeestraat ·
Kromme Nieuwegracht ·
Lange Elisabethstraat ·
Lange Jansstraat ·
Lange Jufferstraat ·
Lange Lauwerstraat ·
Lange Nieuwstraat ·
Lange Smeestraat ·
Lange Viestraat ·
Lauwersteeg ·
Leidseveer ·
Lichte Gaard ·
Loeff Berchmakerstraat ·
Lucasbolwerk ·
Lijnmarkt ·
Mariahoek ·
Mariaplaats ·
Massegast ·
Minrebroederstraat ·
Moreelsepark ·
Muntstraat ·
Neude ·
Nicolaas Beetsstraat ·
Nieuwegracht ·
Nobeldwarsstraat ·
Nobelstraat ·
Oudegracht ·
Oudkerkhof ·
Paardenveld ·
Pieterskerkhof ·
Pieterstraat ·
Plompetorenbrug ·
Plompetorengracht ·
Potterstraat ·
Predikherenkerkhof ·
Predikherenstraat ·
Ridderschapstraat ·
Servetstraat ·
Slachtstraat ·
St.-Jacobsstraat ·
Springweg ·
Stadhuisbrug ·
Steenweg ·
Sterrenburg ·
Strosteeg ·
Telingstraat ·
Tolsteegbarrière ·
Tolsteegbrug ·
Trans ·
Twijnstraat en Twijnstraat aan de Werf ·
Van Asch van Wijckskade ·
Vinkenburgstraat ·
Vismarkt ·
Voetiusstraat ·
Voorstraat ·
Vredenburg ·
Waterstraat ·
Wed ·
Wittevrouwenstraat ·
Wijde Begijnestraat ·
Zadelstraat ·
Zakkendragerssteeg ·
Zuilenstraat ·
Zwaansteeg